# Ropica assamensis
Ropica assamensis là một loài bọ cánh cứng trong họ Cerambycidae.